# Brattahlíð
Brattahlíð (transliterat com Brattahlíd que en nòrdic antic significa «vessant escarpat d'una roca» és el nom de la granja particular d'Erik el Roig, situada a l'Assentament Oriental (Eystribygð) que els colons vikings van establir en la costa sud-occidental de Groenlàndia a la fi del segle x. Es trobava situada al fons del Eiríksfjörð  (l'actual fiord de Tunulliarfik), a 96 km de mar obert (el oceà Atlàntic), on en l'actualitat se situa el poblat de Qassiarsuk.

## Història
Va ser fundada per Erik el Roig l'any 985, sent el seu lloc de residència i de la seva família, des de la qual exercia el control dels assentaments nòrdics de l'illa a través del primer Þing groenlandès (a semblança de l Aelþingi islandès), la ubicació exacta del qual es desconeix. L'ocupació de Brattahlíð va durar fins a mitjan segle xv, quan les últimes colònies vikings que encara subsistien van ser abandonades a causa de diverses causes, entre les quals s'ha assenyalat l'empitjorament del clima causat per la Petita Edat de Gel com la principal, unida a altres factors com el desgast del sòl de labor, el gradual abandó de les colònies per part de Noruega i l'expansió dels esquimals de la cultura Thule cap al sud, per la qual cosa els seus últims habitants van acabar emigrant probablement cap a Islàndia.
A Brattahlíð es va construir la que seria la primera església del Nou Món: Þjóðhildarkirkja, així dita en honor de Þjóðhildur, l'esposa d'Erik, que en va impulsar la construcció després de la seva conversió al cristianisme. Es tractava en realitat d'una petita capella, de la qual s'ha construït una rèplica en l'actualitat prop d'on s'emplaçava, juntament amb una langhus. El propi Erik mai va abandonar el paganisme, encara que segons la llegenda s'hauria convertit al cristianisme ael seu llit de mort induït per la seva esposa.
En el lloc que degué ocupar l'església principal, un edifici diferent al de Þjóðhildur i construïda després de la conversió general de la colònia al cristianisme, els investigadors han trobat fragments fosos de metall de campana i els fonaments de pedra, així com els d'altres edificacions que han perdurat fins a l'actualitat, i restes d'una possible forja. L'església en si mesurava 12,5 per 4,5 m i tenia dues entrades, amb una llar al centre, que es va destruir per un incendi. Aquest edifici podria datar del segle xiv, i hauria estat edificat sobre les ruïnes d'una església anterior. En el terreny adjacent es poden apreciar algunes làpides, una amb una creu gravada, i una altra que mostra una inscripció rúnica que assenyala la "tomba d'Ingibjørg". Les tombes encara marquen el contorn de l'església, a pesar que és probable que existeixin nous enterraments recents; pròxim a l'església es troba també el modest cementiri.

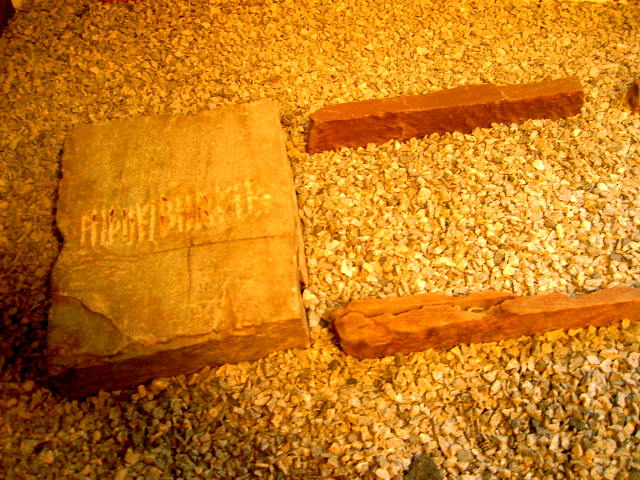
La tumba d'Ingibjørg.

L'edifici d'una granja pròxima mesurava 53 per 14 m, amb murs de pedra de fins a 1,5 m de gruix, recoberts a l'exterior per una capa de terra i herba que actuava com aïllant tèrmic. El sòl interior era de lloses de pedra, amb bancs fets amb pedres planes o, en un cas, amb el omóplato d'una balena. Alguns d'aquests edificis encara romanien en peus en 1953, contemporanis a l'aeròdrom Bluie West One de Narsarsuaq, però avui dia només queden de la majoria mers clots en el sòl que n'atestin l'existència.
En l'actualitat, el paisatge de Brattahlíð ofereix encara la millor terra arable de Groenlàndia a causa de la situació al final del fiord Tunulliarfik, que protegeix el paratge del clima fred i boirós, les aigües gelades del mar obert i les tempestes oceàniques. En el lloc existeix un servei d'alberg juvenil i una petita botiga; altres instal·lacions poden trobar-se a Narsarsuaq, situada a 5 km en la ribera oposada del fiord.